# Stellaria
Stellaria este un gen de aproximativ 90-120 de specii de plante cu flori din familia Caryophyllaceae, cu o distribuție cosmopolită. Printre numele comune se numără răcovina și rocoțeaua.

## Descriere
Speciile Stellaria sunt plante relativ mici cu frunze simplu opuse. Ele produc flori mici, cu 5 sepale și 5 petale albe fiecare, de obicei profund despicate. Au câte 10, uneori mai puține, stamine.

### Utilizări
Unele specii, precum Stellaria media, care este răspândită pe scară largă în întreaga emisfera nordică, sunt folosite ca legume, de multe ori crude în salate. Această specie este și unul din alimentele favorite ale cintezelor și multor alte păsări care mănâncă semințe.
Plantele sunt folosite ca plante alimentare de larvele unor specii de lepidoptere, printre care Phlogophora meticulosa, Agrotis exclamationis, Idaea aversata, Xestia c-nigrum, Coleophora coenosipennella (se hrănește exclusiv cu specii Stellaria), Coleophora lineolea (observat pe S. graminea), Coleophora lithargyrinella (observat pe S. holostea), Coleophora solitariella (se hrănește exclusiv cu S. holostea) și Coleophora striatipennella.

## Specii selectate

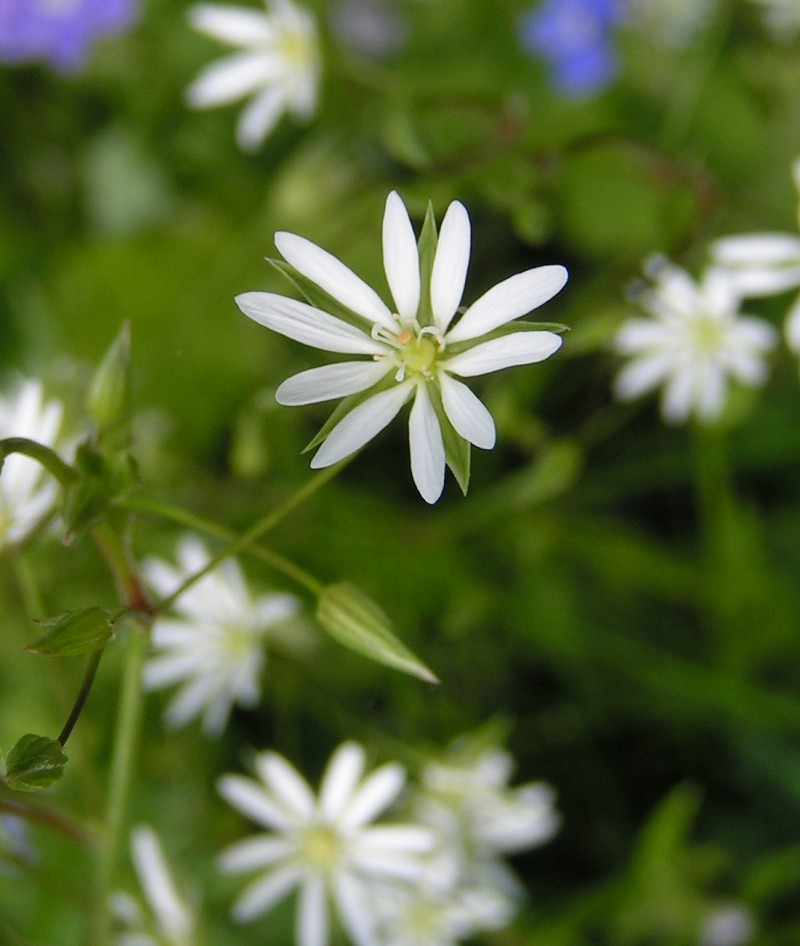
Stellaria graminea

- Stellaria abortiva
- Stellaria alaschanica
- Stellaria alaskana
- Stellaria alsine
- Stellaria amblyosepala
- Stellaria americana
- Stellaria arenarioides
- Stellaria arisanensis
- Stellaria aquaticum
- Stellaria axillaris
- Stellaria bistyla
- Stellaria borealis
- Stellaria brachypetala
- Stellaria bungeana
- Stellaria calycantha
- Stellaria cherleriae
- Stellaria ciliatisepala
- Stellaria congestiflora
- Stellaria corei
- Stellaria crassifolia
- Stellaria crassipes
- Stellaria crispa
- Stellaria cuspidata
- Stellaria decumbens
- Stellaria delavayi
- Stellaria depressa
- Stellaria dianthifolia
- Stellaria dichotoma
- Stellaria dicranoides
- Stellaria discolor
- Stellaria ebracteata
- Stellaria fennica
- Stellaria filicaulis
- Stellaria flaccida
- Stellaria fontinalis
- Stellaria graminea - rocoțea
- Stellaria gyangtseensis
- Stellaria gyirongensis
- Stellaria henryi
- Stellaria holostea
- Stellaria humifusa
- Stellaria imbricata
- Stellaria infracta
- Stellaria irrigua
- Stellaria lanata
- Stellaria lanipes
- Stellaria littoralis
- Stellaria longifolia
- Stellaria longipes
- Stellaria mainlingensis
- Stellaria martjanovii
- Stellaria media - răcovină
- Stellaria monosperma
- Stellaria neglecta
- Stellaria nemorum
- Stellaria nepalensis
- Stellaria nipponica
- Stellaria nitens
- Stellaria obtusa
- Stellaria omeiensis
- Stellaria ovatifolia
- Stellaria oxycoccoides
- Stellaria oxyphylla
- Stellaria pallida
- Stellaria palustris
- Stellaria parva
- Stellaria parviumbellata
- Stellaria patens
- Stellaria petiolaris
- Stellaria petraea
- Stellaria pilosoides
- Stellaria porsildii
- Stellaria pubera
- Stellaria pusilla
- Stellaria radians
- Stellaria recurvata
- Stellaria reticulivena
- Stellaria rotundifolia
- Stellaria ruscifolia
- Stellaria salicifolia
- Stellaria soongorica
- Stellaria souliei
- Stellaria stenopetala
- Stellaria strongylosepala
- Stellaria subumbellata
- Stellaria tibetica
- Stellaria uda
- Stellaria uliginosa
- Stellaria umbellata
- Stellaria vestita
- Stellaria winkleri
- Stellaria wushanensis
- Stellaria yunnanensis
- Stellaria zangnanensis